# Spaarne (straat)
Het Spaarne  is de benaming voor de straat in de binnenstad van de Nederlandse stad Haarlem die aan het Spaarne, de Haarlemse stadsrivier ligt. De delen hebben verschillende namen: het Donkere Spaarne loopt vanaf de Koudenhorn tot aan de Bakenessergracht. Aan de oostzijde loopt vanaf de Spaarnwouderstraat tot aan de Gravestenenbrug het Korte Spaarne. En vanaf de Turfmarkt, waar de oude binnenstad vroeger eindigde, heet de westoever Zuider Buiten Spaarne. Zijstraten van het Spaarne zijn de Damstraat, Berkenrodesteeg, Turfsteeg, Helmbrekersteeg en de Gravinnesteeg. 
Aan het Spaarne liggen diverse monumentale panden waaronder het oudste museum van Nederland, het Teylers Museum en de Waag. Deze laatste staat op de hoek Spaarne en Damstraat.

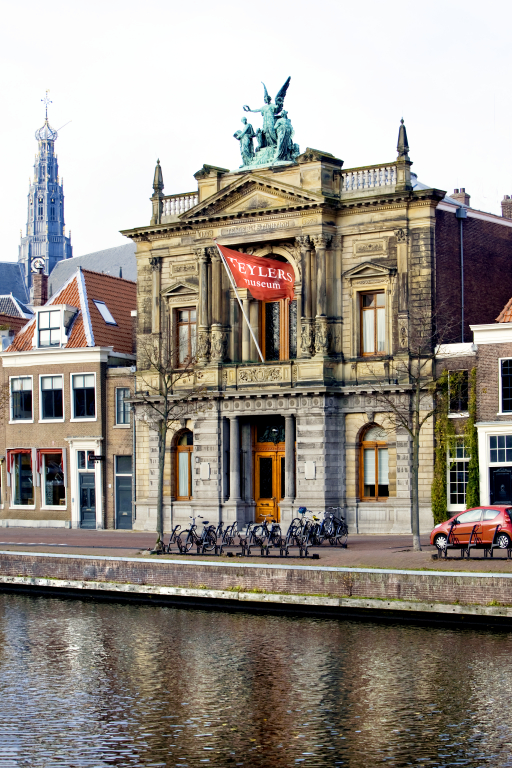
Voorgevel Teylers Museum aan de Spaarne
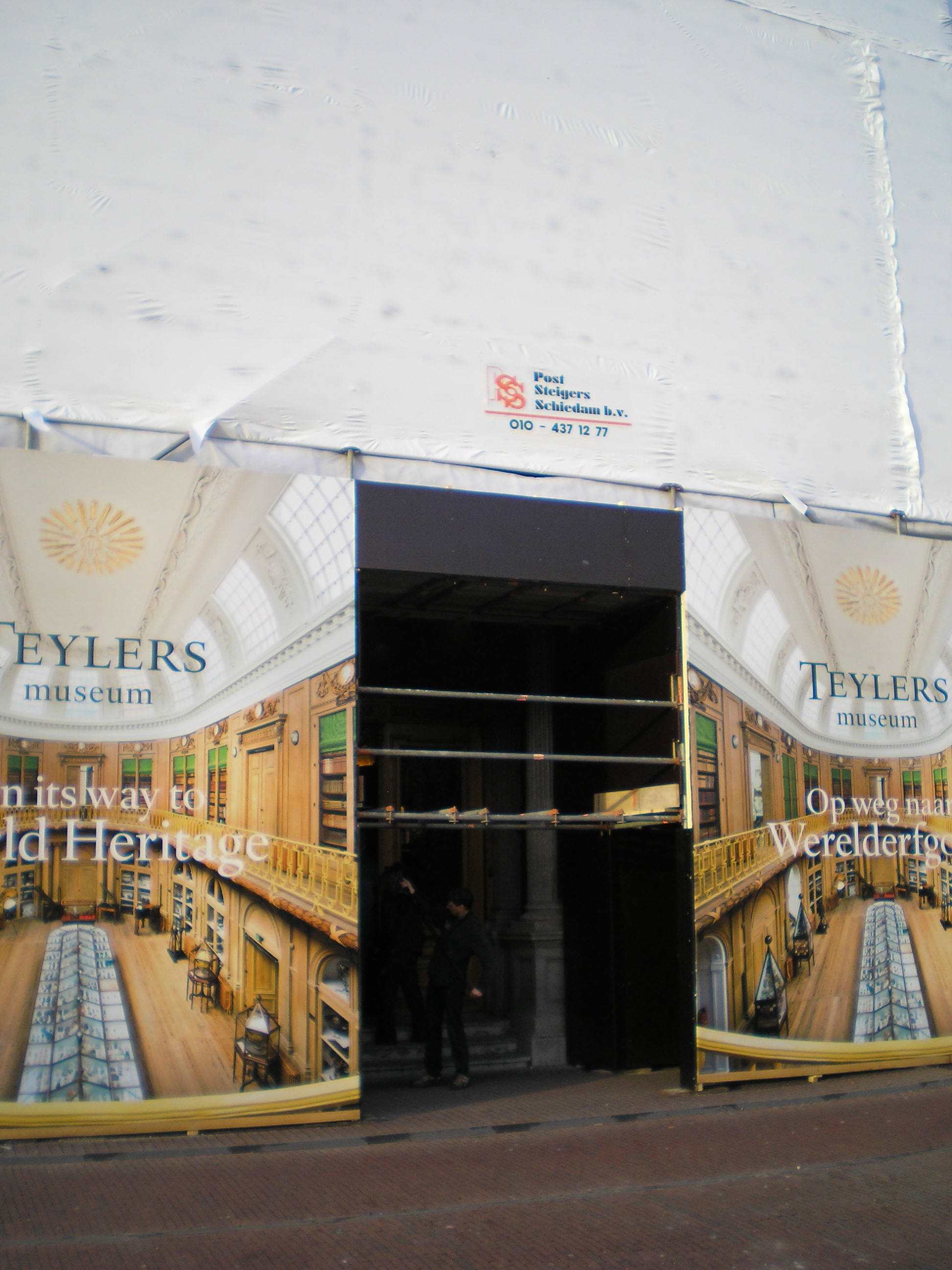
Verbouwing van het Teylers Museum
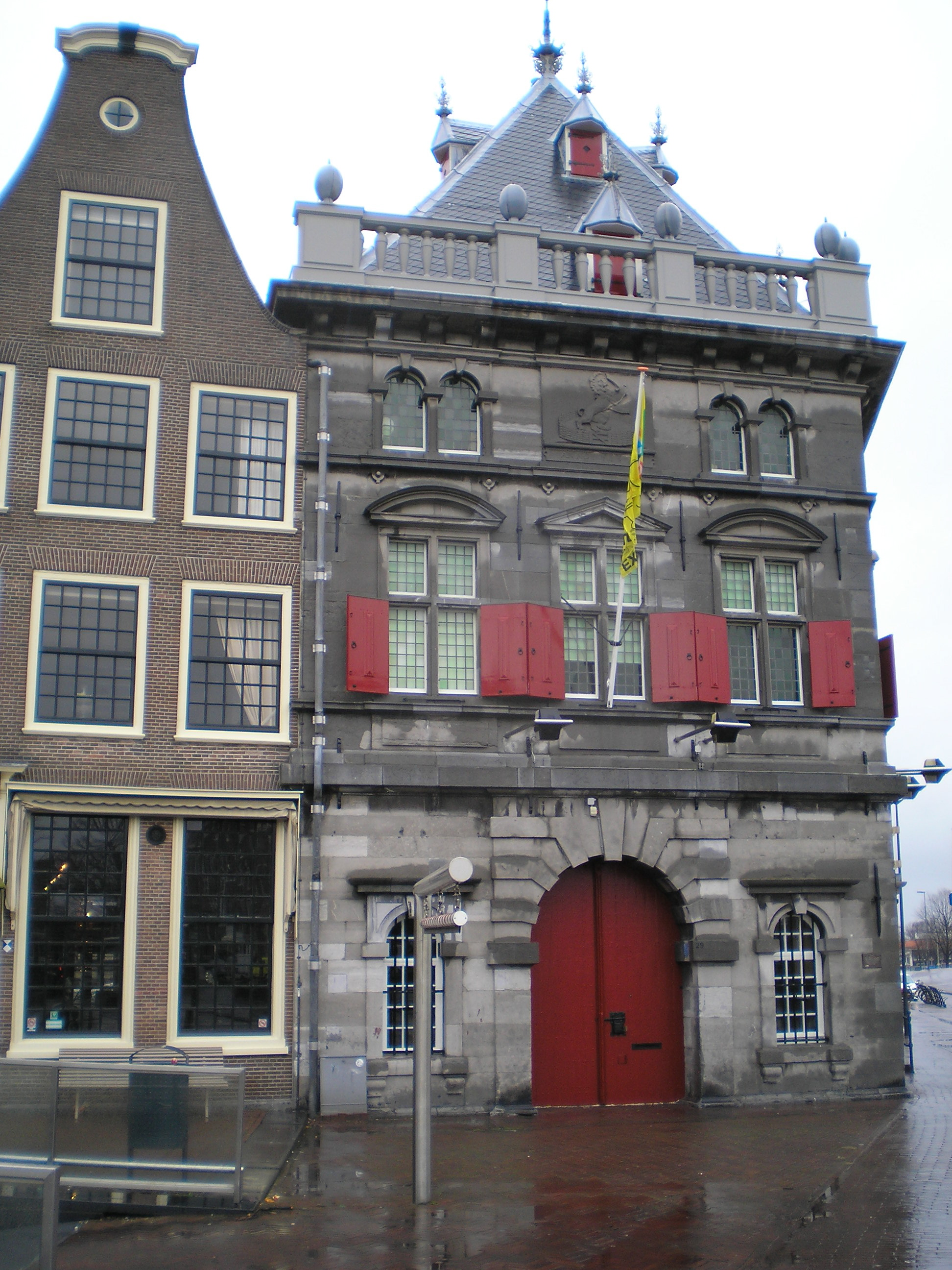
De Waag op de hoek Damstraat en Spaarne